# Valle del Belice
Pour les articles homonymes, voir Belice (homonymie).
Valle  del Belice est le nom donné à une huile extra vierge d'olive (en italien:olio extravergine di oliva) produite dans les vallées de la  province de Trapani.
Depuis le 20 août 2004, la dénomination Valle del Bellice est protégée au niveau européen par une appellation d'origine protégée (AOP).

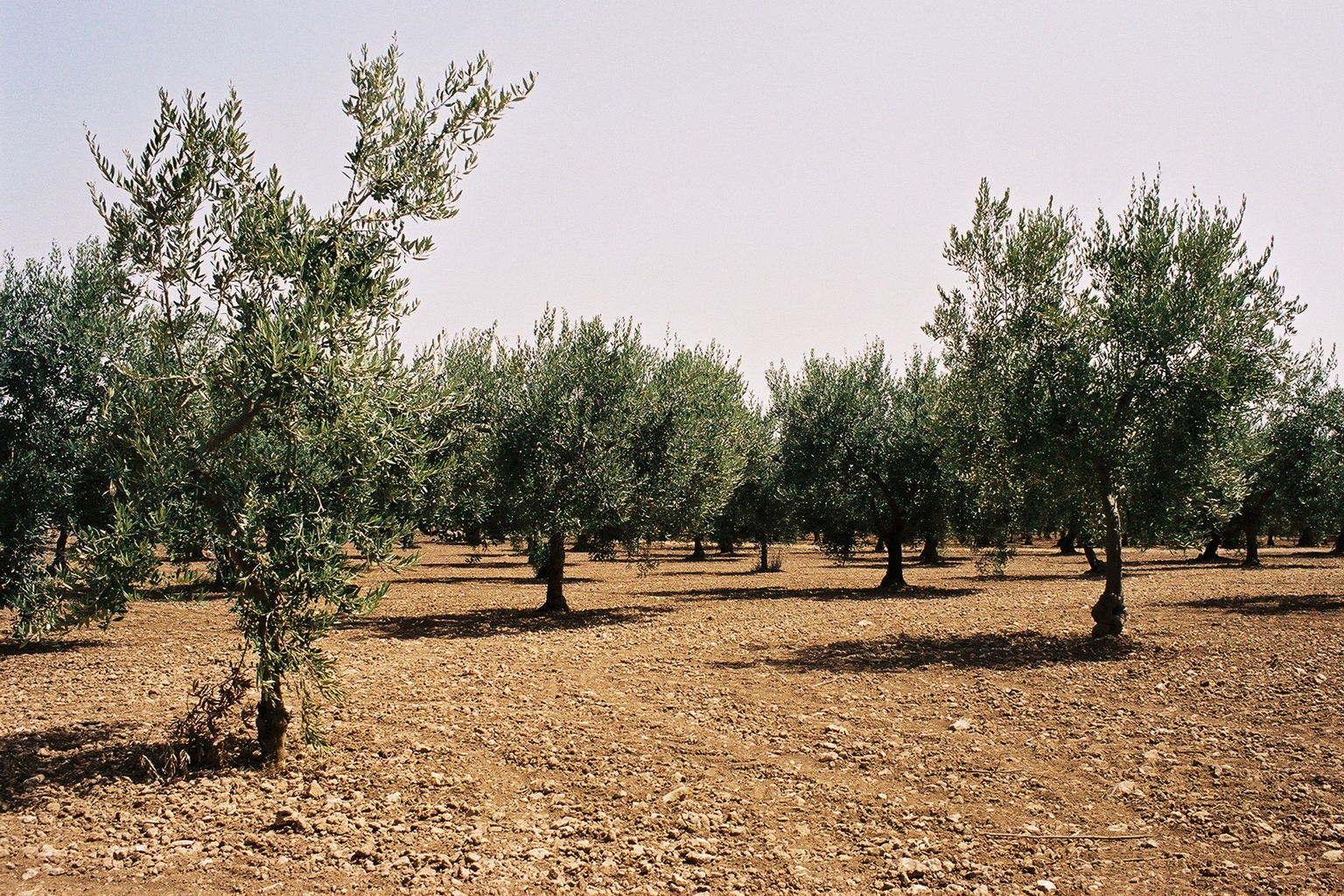
Oliveraie à Campobello di Mazara.

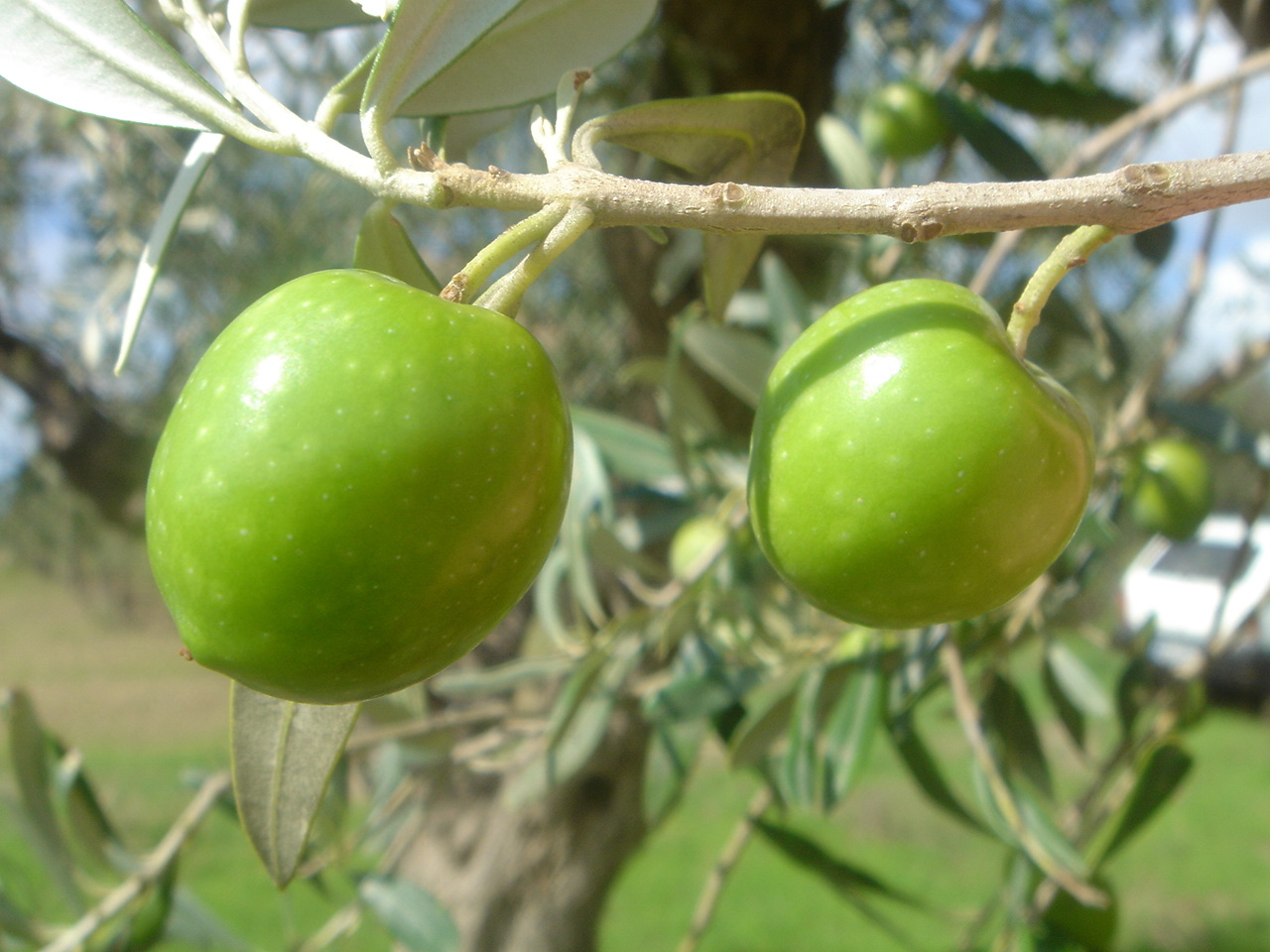
Variété Nocellara del Belice.

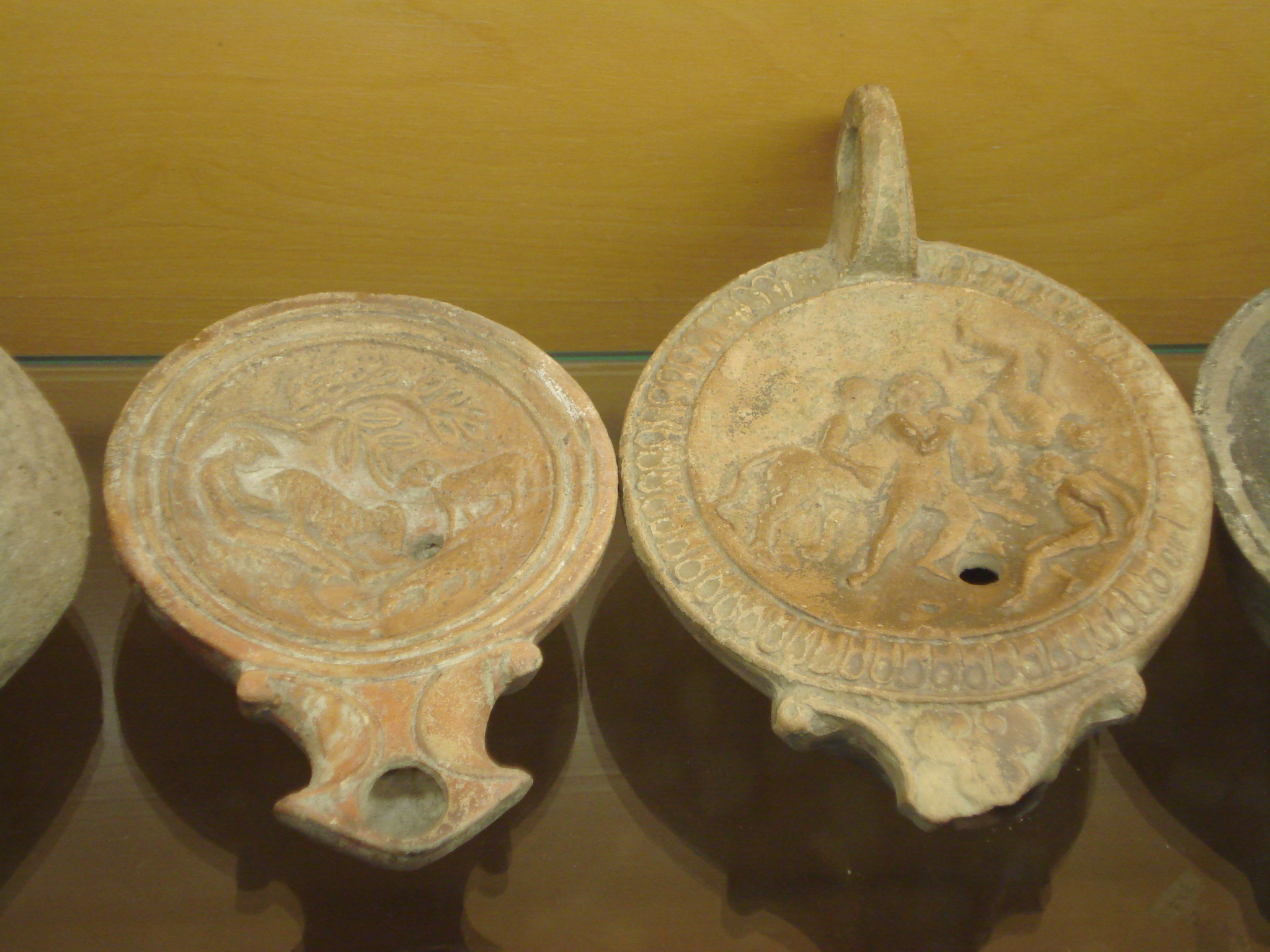
Lampe à huile punique au musée archéologique de Palerme.

## Historique
Son origine peut être liée à la fondation de Sélinonte, une antique colonie de la Grande-Grèce du VIIe siècle av. J.-C., où l'olivier était un symbole de paix et de prospérité. La présence du Belice (cours d'eau) permet à ces populations anciennes de s'établir dans les vallées au sol fertile et de diffuser, entre autres, la culture de l'olivier comme en témoignent les presses à olives retrouvées près du temple E, datées du Ve siècle av. J.-C. Selon Pline, Sélinonte devient un centre important d'échanges commerciaux dans la Grande-Grèce et en Méditerranée, grâce à sa puissante flotte et à la qualité de ses denrées alimentaires (vins, céréales et huiles). Au fil du temps, l'oléiculture dans la Valle del Belice devient une véritable tradition et, au XVIIe siècle ainsi que les siècles suivants, elle est la culture de référence dans la plupart des exploitations agricoles.

## Aire géographique
Elle est située dans la province de Trapani qui comprend les territoires des communes de Castelvetrano, Campobello di Mazara, Partanna, Poggioreale, Salaparuta et Santa Ninfa.

## Méthode d'obtention
Elle est obtenue à partir d'oliviers cultivés à variété Nocellara del Belice pour au moins 70 %. Les autres variétés présentes, isolément ou collectivement, dans les oliveraies telles la Giarraffa, la Biancolilla, la Cerasüola, la Buscionetto, la Santagatese et l' Ogliarola Messinese ne dépassent pas les 30 %. La production maximale est de 10 000 kg/ha avec un rendement en huile de 23 % maximum.